# Jiban
Jiban (機動刑事ジバン, Kidō Keiji Jiban) est une série télévisée japonaise du genre Metal Hero en 52 épisodes créée par Shotaro Ishinomori et diffusée entre le 29 janvier 1989 et le 28 janvier 1990 sur TV Asahi.
En France, elle a été diffusée à partir du 29 août 1990 sur TF1 dans Club Dorothée. Seulement 26 épisodes ont été doublés.

## Synopsis
L'agent de police Naoto Tamura est un jour tué en cours de mission alors qu'il tente de protéger le docteur Igarashi. Celui-ci le « ressuscita » en faisant de lui un cyber-policier nommé « Jiban ». 

## Distribution
- Shōhei Kusaka : Naoto Tamura/Jiban
- Michiko Enokida : Yoko Katagiri
- Konomi Aidashimo: Mayumi Igarashi
- Kunio Konishi : Seishiro Muramatsu
- Leo Menghetti : Dr Gibar (Kiba en VO)
- Ami Kawai : Marsha
- Akemi Kogawa : Karsha
- Hajime Izu : Dr Kenzo Igarashi
- Akira Ishihama : Seīchi Yanagida
- Kazuko Yanaga : Mado Garbo
- Yoko Asakura : Queen Cosmos
- Hajime Izu : Dr Kenzo Igarashi
- Shōzō Iizuka : Voix du Dr Gibar (Kiba en VO)
- Ryohei Kobayashi : Ryu Hayakawa (épisode 25)
- Toru Ohira : Narrateur (voix VO)

## Épisodes
- 01. D'où viens-tu Jiban ?
- 02. Dangers missiles
- 03. fruits magiques
- 04. La rose maléfique
- 05. Un robot pacifiste
- 06. l'œuf et le justicier
- 07. course au mal
- 08. La Source de vie
- 09. Un etre tres étrange
- 10. Le bandana
- 11. de la vie à la mort
- 12. Les grandes méthodes
- 13. Histoires d'ogres
- 14. Le pouvoir de l'amour
- 15. La symphonie diabolique
- 16. Le cadeau de la méduse
- 17. Le monstre inconnu
- 18. L'apparition de Malgurbo
- 19. Manawi 
  - 20. Une personne bien étrange
- 21. Les insectes attaquent
- 22. Triste mensonge
- 23. Un monstre qui voulait être un héros
- 24. Le monstre suicidaire
- 25. Au secours de ma déesse
- 26. Incident sur la côte